# Percy Lemon
Pour les articles homonymes, voir Lemon.
Percy M. Lemon, né en 1898 et mort le 23 octobre 1932 à Bath, est un officier des transmissions et un explorateur polaire britannique.
Il a reçu la médaille polaire en 1932.

## Biographie
En 1914, alors qu'il est encore adolescent, Lemon est interné en Allemagne. Après avoir été libéré, il n'est pas autorisé à combattre pendant la Première Guerre mondiale mais, plus tard, il rejoint l'armée britannique et entre dans le Royal Corps of Signals, où il atteint le grade de capitaine. Il rencontre Gino Watkins en 1928 à Cambridge et en 1930, est choisi pour être l'opérateur sans fil et l'officier des transmissions de l' expédition britannique sur la route aérienne de l'Arctique (BAARE) de 1930 à 1931 dirigée par Watkins. Plus tard au cours de l'expédition, il sera chargé de l'administration du quartier général de l'Est du Groenland. Le capitaine Lemon serait le premier membre de l'expédition à avoir une maîtresse inuit et l'un des premiers à apprendre la langue groenlandaise. 
L'année suivante, Lemon rejoint Watkins et Augustine Courtauld dans un voyage d'étude du littoral de l'est du Groenland qui explore aussi loin au nord que la tête du fjord de Kangerlussuaq. Ensuite, tous les trois voyagent vers le sud le long de la côte du roi Frédéric VI, peu explorée, lors d'un horrible voyage en bateau ouvert de 600 milles marins (1 111 km). Bravant des conditions météorologiques difficiles, les trois bateaux réussissent à remonter tout au sud et à contourner le cap Farewell pour finalement atteindre Nanortalik du côté ouest. Watkins, Courtauld et Percy Lemon ont effectué le voyage sur deux petites baleinières et un kayak, une entreprise imprudente à laquelle ils ont eu beaucoup de chance de survivre. 
Lemon tombe gravement malade après le voyage en bateau au Groenland et ne se rétablit pas même après son retour en Angleterre au début de l'automne 1931. Il meurt dans un hôpital de Bath l'année suivante, le 23 octobre 1932. 

## Hommages
- Les Lemon Range (en) au Groenland portent son nom[6].
- En octobre 1932, alors qu'il est sur son lit de mort, il reçoit la médaille polaire[7].